# Disintegration
《Disintegration》是英国另类摇滚乐队治疗乐队的第8张专辑，1989年5月1日由Fiction Records发行。该专辑标志着乐队回归了1980年代早期内省而阴沉的哥特摇滚风格。此时乐队主唱兼吉他手罗伯特·史密斯已近30岁，对延续乐队的成功、创作更出色的作品倍感压力。加之对乐队与日俱增的名气感到厌恶，罗伯特开始服用致幻药物，这对专辑的制作有不小的影响。治疗乐队于1988年晚期至1989年早期在伯克郡雷丁的Hook End Manor Studios录制了该专辑。混音完成后，乐队的创始成员之一Lol Tolhurst被踢出乐队，没有参与演出。
《Disintegration》是乐队至今排名最高的专辑（在英国排名第3，在美国排名第12），并贡献了多首热门单曲，包括在公告牌百强单曲榜上最高排名第2的《Lovesong》。该专辑亦是乐队迄今为止销量最高的专辑，全球销量超过四百万张，并且备受好评，在《滚石》杂志「有史以来最伟大的500张专辑」排行榜上名列第116位。

## 创作背景
乐队1987年发行的双专辑《Kiss Me, Kiss Me, Kiss Me》在商业上大获成功，其后的全球巡演更是场场爆满。 同时，乐队成员Tolhurst的酗酒问题加重，史密斯称他的行为「就像被棍子戳的残疾儿童」。 在「接吻之旅」（the Kissing Tour）结束后，史密斯开始对成为明星的副作用感到不适，于是他和未婚妻Mary Poole一起搬到了伦敦西部的麦达维尔。由于经常服用LSD治疗抑郁症，史密斯又一次认为乐队的形象被公众所误解，并想要在下一张专辑中回归乐队的阴暗面。

## 歌曲列表
| 曲序 | 曲目                       | 时长 |
| ---- | -------------------------- | ---- |
| 1.   | Plainsong                  | 5:12 |
| 2.   | Picture of You             | 7:24 |
| 3.   | Closedown                  | 4:16 |
| 4.   | Lovesong                   | 3:29 |
| 5.   | Last Dance                 | 4:42 |
| 6.   | Lullaby                    | 4:08 |
| 7.   | Fascination Street         | 5:16 |
| 8.   | Prayers for Rain           | 6:05 |
| 9.   | The Same Deep Water as You | 9:19 |
| 10.  | Disintegration             | 8:18 |
| 11.  | Homesick                   | 7:06 |
| 12.  | Untitled                   | 6:30 |